# Nikola Eterović

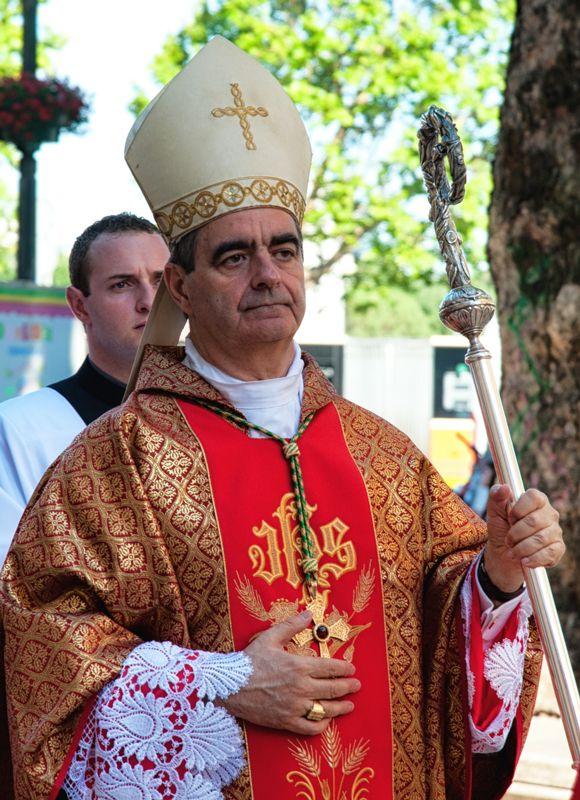
Nikola Eterović (2012)

Erzbischöfliches Wappen

Nikola Eterović (* 20. Januar 1951 in Pučišća auf Brač, Sozialistische Föderative Republik Jugoslawien, heute Kroatien) ist ein Kurienerzbischof der römisch-katholischen Kirche und Diplomat des Heiligen Stuhls. Seit dem 21. September 2013 ist er Apostolischer Nuntius in Deutschland. Er ist zugleich Doyen des Diplomatischen Corps.

## Leben
Nikola Eterović trat in das Priesterseminar von Split ein und studierte Philosophie und Theologie. An der Päpstlichen Universität Gregoriana wurde er promoviert. Er empfing am 26. Juni 1977 durch Bischof Celestin Bezmalinović in der Kathedrale von Hvar das Sakrament der Priesterweihe. 1977 trat er in die Päpstliche Diplomatenakademie in Rom ein und erwarb einen Abschluss im Fach Missiologie sowie in Kanonischem Recht.
Am 25. März 1980 trat Eterović in den diplomatischen Dienst des Heiligen Stuhls ein. Er war in den Apostolischen Nuntiaturen in der Elfenbeinküste, in Spanien und Nicaragua sowie in der Sektion für die Beziehungen mit den Staaten des Staatssekretariates tätig. Papst Johannes Paul II. verlieh ihm am 22. Februar 1984 den Ehrentitel Kaplan Seiner Heiligkeit (Monsignore). Am 25. März 1993 wurde Nikola Eterović zum Nuntiaturrat der Sektion für die Beziehungen mit den Staaten berufen und bekam am 22. Januar 1996 von Johannes Paul II. den Titel Ehrenprälat Seiner Heiligkeit verliehen.
Am 22. Mai 1999 ernannte ihn Papst Johannes Paul II. zum Titularerzbischof von Siscia und bestellte ihn zum Apostolischen Nuntius in der Ukraine. Die Bischofsweihe spendete ihm Kardinalstaatssekretär Angelo Sodano am 10. Juli 1999 im Petersdom; Mitkonsekratoren waren der Erzbischof von Split-Makarska, Ante Jurić, und der Bischof von Hvar, Slobodan Štambuk.
Am 11. Februar 2004 ernannte ihn Johannes Paul II. zum Generalsekretär der Bischofssynode. Am 30. November 2009 verlieh Papst Benedikt XVI. Eterović das Titularbistum Cibalae, da sein bisheriges Titularbistum als wirkliches Bistum wiedererrichtet wurde.
Am 21. September 2013 ernannte ihn Papst Franziskus zum Apostolischen Nuntius in Deutschland.
Neben seiner kroatischen Muttersprache spricht er Italienisch, Französisch, Englisch, Deutsch, Spanisch und Ukrainisch fließend, dazu etwas Polnisch und Russisch.

## Kritik
Bei der Aachener Heiligtumsfahrt im Juni 2023 zitierte Eterović Papst Franziskus, der Mensch besitze eine Natur, „die er nicht beliebig manipulieren“ könne. Infolgedessen kritisierte das Katholische LSBT+ Komitee die Aussage des Papstes, wertete sie als queerfeindlich und behauptete, dass die „katholische Kirche erneut in gefährliche Nähe zu rechtspopulistischen Kräften gerät“. Georg Bätzing, Vorsitzender der Deutschen Bischofskonferenz, bezeichnete die Ausführungen von Eterović als „phasenweise fast unerträglich“.

## Mitgliedschaften
Nikola Eterović gehörte als Kurienerzbischof folgenden Institutionen der römischen Kurie an:
- Kongregation für die Evangelisierung der Völker (ab 2009)[7]
- Päpstlicher Rat zur Förderung der Neuevangelisierung (ab 2011)[8]

## Veröffentlichungen (Auswahl)
- Gemeinsam mit Ludger Stühlmeyer: Gerechter unter den Völkern. Vesper zu Ehren des seligen Bernhard Lichtenberg. Mit einer Biografie und Zitaten. Sankt Michaelsbund, München 2017, ISBN 978-3-943135-90-9.
- Synodalität: neue Dynamik. Vorschläge für die weitere Entwicklung der Synode der Bischöfe. Adlerstein-Verlag, Wiesmoor 2017, ISBN 978-3-945462-51-5.
- Als Herausgeber gemeinsam mit George Augustin: Mission in säkularer Gesellschaft. Ein Herzensanliegen. Herder, Freiburg i. Brsg. 2020, ISBN 978-3-451-38697-8.
- Die leise Macht. Die Diplomatie des Heiligen Stuhls. Herder, Freiburg i. Brsg. 2023, ISBN 978-3-451-03410-7.